# Une odeur de figuier sauvage
 (avril 2021).
Si vous disposez d'ouvrages ou d'articles de référence ou si vous connaissez des sites web de qualité traitant du thème abordé ici, merci de compléter l'article en donnant les références utiles à sa vérifiabilité et en les liant à la section « Notes et références ».
Une odeur de figuier sauvage est un roman du chanteur corse Antoine Ciosi, publié en 1999.

## Résumé
Antoine est né à Sorbo-Ocagnano, en Corse, en 1931. On l'appelle « village de la main d'œuvre » car chaque femme avait sept à huit enfants en moyenne, avec un record de seize.
En 1937, son père construit dans la plaine pour côtoyer ses terres, au bord de la nationale. Antoine y maraude les figues.
En 1938, ses parents ouvrent un bar nommé " Au vaillant C" (par référence au dirigeant communiste Paul Vaillant Couturier, car Mr Ciosi père est un communiste convaincu, à la façon du Peppone des romans de Guareschi, il invitera même Jacques Duclos à porter la contradiction au curé du village dans une mémorable réunion électorale dans son bar). Son père meurt en 1940  (accident avec une arme à feu) alors que sa mère attend son septième enfant. Elle envoie Antoine à l'école à Bastia où il loge chez des tantes. En 1942, les Italiens débarquent. Les Juifs sont arrêtés mais non déportés.
En 1943, Antoine rentre chez lui. Les Allemands occupent leur maison quelques heures. La Corse se libère le 4 octobre. En 1944, ce sont les Américains qui débarquent. Sa mère lui confie les moutons.
En 1945, ils abandonnent des terres et remontent à Venzolasca. Antoine s'y révèle chanteur au dancing, puis à Bastia. En 1951, il va faire son service à Barcelonnette.
Au total "une odeur de figuier sauvage" est une chronique de la Corse de l'avant-guerre (et d'avant le tourisme, et d'avant les menées séparatistes et la dérive mafieuse) ainsi que le  "bildungsroman" d'un jeune corse entre occupation italienne, libération et arrivée des bases aériennes américaines sur la côte orientale en 1943 qui furent pour la Corse un grand saut dans la modernité... en somme une œuvre qui est assez semblable à la trilogie de Pagnol (la gloire de mon père, le château de ma mère et le temps des secrets) mais en beaucoup moins mièvre (la présence de la mort violente et de la guerre lui donnent un vrai souffle épique).